# یحیی دولتی
یحیی دولتی (۱۳۱۳ فامنین همدان) پزشک ایرانی، عضو پیوسته فرهنگستان علوم پزشکی، استاد دانشگاه و بنیانگذار مرکز آموزش و پژوهش بیماری‌های پوست و جذام است. او یکی از برگزیدگان چهارمین دوره جایزه علمی علامه طباطبایی بنیاد ملی نخبگان در سال ۱۳۹۳ است.

## زندگی و تحصیلات
یحیی دولتی تا سن ۱۳ سالگی نتوانست شروع به تحصیل کند. او بعد از آن همزمان با کار در کارگاه جوراب بافی به کلاس‌های شبانه وارد شده و دوره‌های دبیرستان را نیز در مدرسه شبانه گذارند. سپس وارد آموزشگاه فنی نیروی هوایی شد و در آنجا در دوره‌های تحصیلی شبانه شرکت و توانست به رشته داروسازی دانشکده پزشکی دانشگاه تهران وارد شود. او در سال ۱۳۳۸ در رشته دارو سازی دکترای خود را اخذ و به عنوان داروساز در ارتش مشغول به فعالیت شد. پس از پایان دوره تحصیل او مجدداً در کنکور شرکت کرده و اینبار در رشته پزشکی به تحصیل ادامه داد و در سال ۱۳۴۵ دکترای پزشکی خود را بدست آورد. سپس در آزمونی که در ارتش برای اعزام به ایالات متحده آمریکا برگزار می‌شد شرکت و برای تخصص در رشته پوست و آسیب‌شناسی پوست به دانشگاه Hahnemann رفت؛ و تا سال ۱۳۵۱ به تحصیل و کار پرداخت.
۱- فارغ‌التحصیل دانشکده داروسازی دانشگاه تهران (۱۳۳۸)
۲- فارغ‌التحصیل دانشکده پزشکی دانشگاه تهران (۱۳۴۵)
۳- بورد تخصصی بیماری‌های پوست (۱۳۵۱) و فلوشیپ آسیب‌شناسی پوست (۱۳۵۱)(هر دو از کالج پزشکی و بیمارستان Hahnemann (امروزه دانشگاه Hahnemann)، فیلادلفیا، پنسیلوانیا، ایالات متحده آمریکا

## سمت‌ها
1. استاد دانشگاه علوم پزشکی تهران و استاد افتخاری دانشگاه Franche-Comté، آکادمی بزانسون، بزانسون، فرانسه
2. رئیس مرکز آموزش و پژوهش بیماری‌های پوست و جذام دانشگاه علوم پزشکی تهران
3. استاد مهمان گروه پوست دانشگاه Wayne State، دترویت، میشیگان، ایالات متحده آمریکا، دانشگاه بریتیش کلمبیا، ونکوور، کانادا،

۴- عضو بخش سیاست گذاری لیشمانیوز سازمان جهانی بهداشت/تحقیقات بیماری‌های گرمسیری (WHO/TDR)(1371-1377)- عضو کمیته خبرگان برنامه کنترل لیشمانیوز سازمان جهانی بهداشت (WHO) (1388-اکنون)
۵-رئیس انجمن متخصصین پوست ایران (۱۳۷۴–۱۳۸۷ و ۱۳۹۱-تا کنون)
۶- نایب رئیس انجمن بین‌المللی پوست (۱۳۸۶–۱۳۸۸)، عضو هیئت مدیره انجمن بین‌المللی پوست (۱۳۸۸-تا کنون)، نایب رئیس [Co-chair] کمیته برنامه آموزش بین‌المللی انجمن بین‌المللی پوست (۱۳۸۶–۱۳۸۸)، عضو کمیته برنامه آموزش بین‌المللی انجمن بین‌المللی پوست (۱۳۸۸-اکنون)
۷- رئیس بیمارستان شهید چمران (۱۳۵۹–۱۳۶۲)
۸- رئیس آزمایشگاه تحقیقاتی سازمان جذام ایران (۱۳۶۰–۱۳۷۰)
۹- عضو هیئت ممتحنه آزمون دانشنامه تخصصی پوست ایران(۱۳۶۸-تا کنون)
۱۰-نشان نقره انجمن متخصصان کودکان آمریکا (۱۳۵۱) و نشان طلا برای برگزیده شدن به عنوان پژوهشگر بالینی برتر در پنجمین جشنواره علمی ابن سینا، دانشگاه علوم پزشکی تهران(۱۳۸۳)- نشان فرهنگستان جهانی بهداشت
۱۱-مدیر مسؤول و سردبیر فصلنامه‌های بیماری‌های پوست ایران (۱۳۷۶–۱۳۸۸ و ۱۳۹۱-تا کنون) و پوست و زیبایی (۱۳۸۸-تا کنون)

## جایزه استاد دکتر یحیی دولتی
در سال ۱۳۹۳ بر اساس مصوبه شورای پژوهشی مرکز آموزش و پژوهش بیماریهای پوست و جذام جایزه‌ای بنام " جایزه استاد دکتر یحیی دولتی " به بهترین فرد از نظر کسب امتیاز پژوهشی در رشته تخصصی پوست اعطا می‌شود.
مراسم تکریمی در سال 1396 به همت بنیاد نخبگان استان همدان با همکاری دانشگاه علوم پزشکی همدان با حضور جمعی از دانشجویان، اساتید پزشکی کشور و استعدادهای برتر برگزار شد.